# Tongmenghui
Tongmenghui, Liga Związkowa – chińska tajna rewolucyjna organizacja republikańska, powstała w 1905 roku, poprzedniczka Kuomintangu.
Liga Związkowa powstała w wyniku przyłączenia się do Związku Odrodzenia Chin (Xingzhonghui) kilku mniejszych organizacji republikańskich. Kongres założycielski miał miejsce 20 sierpnia 1905 roku w Tokio; na przywódcę Ligi wybrany został wówczas Sun Jat-sen. Organizacja szybko utworzyła sieć komórek w Chinach i wśród chińskiej diaspory (m.in. w Singapurze i USA). Liczba członków, w momencie powstania licząca około 400, sięgnęła w 1911 roku 10 tysięcy. Organem prasowym Ligi była gazeta Minbao (民报).
Głównym celem politycznym Ligi Związkowej było obalenie mandżurskiej dynastii Qing i przekształcenie Chin w republikę. Poza tym nie wypracowała nigdy jednolitego programu, a jej struktura organizacyjna była dosyć luźna. W organizacji zaczynało swoją karierę wielu czołowych polityków XX-wiecznych Chin, m.in. Sun Jat-sen, Czang Kaj-szek, Huang Xing, Wang Jingwei, Hu Hanmin, Li Zongren, Dong Biwu. Z inicjatywy Ligi Związkowej wybuchło kilka antymandżurskich powstań, w tym najważniejsza – zakończona obaleniem monarchii – rewolucja Xinhai z 1911 roku.
Przed pierwszymi w historii Chin wyborami parlamentarnymi, Liga Związkowa połączyła się 25 sierpnia 1912 roku z czterema mniejszymi partiami i utworzyła pod przywództwem Song Jiaorena Kuomintang.